# Muzeum Inkluzji w Bursztynie
Muzeum Inkluzji w Bursztynie – uczelniane muzeum działające przy Uniwersytecie Gdańskim, specjalizujące się w inkluzjach organicznych w bursztynie.
Muzeum działa jako część Pracowni Entomologii Ewolucyjnej i Muzeum Inkluzji w Bursztynie w Katedrze Zoologii Bezkręgowców i Parazytologii na Wydziale Biologii Uniwersytetu Gdańskiego. Kierownikiem muzeum i pracowni jest dr hab. Jacek Szwedo. 
Kolekcję muzeum stanowi prawie 6 tysięcy bryłek z ponad 15 tysiącami inkluzji zwierzęcych, jest to drugi co do wielkości zbiór w Polsce. Zbiory te służą przede wszystkim do celów naukowych. Muzeum i pracownia zajmują się oznaczaniem inkluzji, określając je do poziomu rzędów, a w przypadku muchówek – do poziomu rodziny. Za szczególnie cenne uważane są inkluzje, na podstawie których opisane zostały gatunki nowe dla nauki – w kolekcji muzeum w czerwcu 2020 znajdowały się 82 takie typy deskrypcyjne, takie jak muchówki, chrząszcze, pluskwiaki, błonkówki, siatkoskrzydłe, jętka, ważka oraz roztocze. W październiku 2022 łączna liczba tak opisanych gatunków wynosiła już 126.

## Historia muzeum

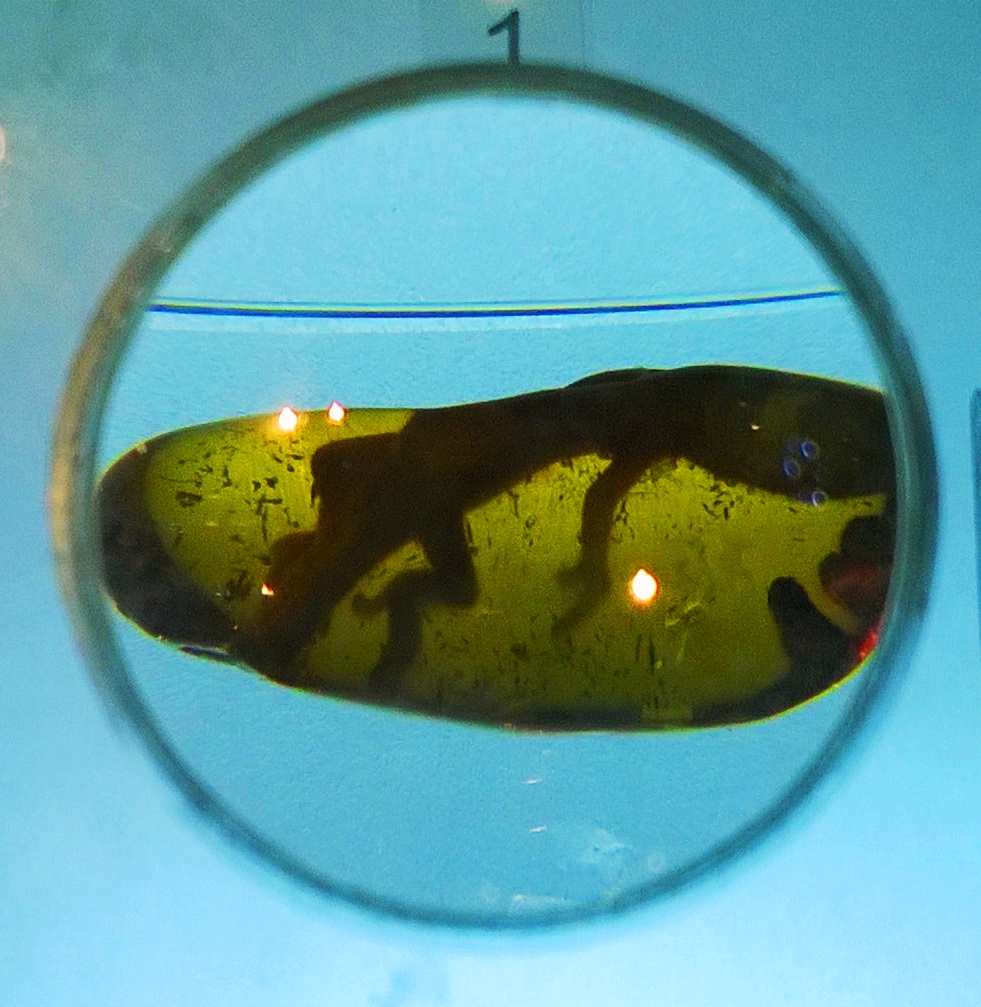
Jaszczurka w bursztynie bałtyckim

Muzeum Inkluzji w Bursztynie zostało powołane 1 czerwca 1998 jako pracownia w ramach Katedry Zoologii Bezkręgowców (wówczas w strukturach Wydziału Biologii, Oceanografii i Geografii UG), jego pierwsze zbiory zaś stanowiła kolekcja prof. Ryszarda Szadziewskiego, ówczesnego dyrektora pracowni. Ofiarowana przez niego kolekcja liczyła 58 kawałków bursztynu bałtyckiego i 5 dominikańskiego, zawierających łącznie 133 inkluzje roślinne i zwierzęce. Początkowo przeznaczeniem kolekcji były cele badawcze.
Najpierw od 2008 zbiory muzeum eksponowane były w Gdyni, przy ul. Piłsudskiego 46, w jednym z budynków należących do ówczesnego Wydziału Biologii, Geografii i Oceanografii. Zwiedzanie możliwe było po dokonaniu rezerwacji telefonicznej. 
W 2013 została otwarta stała ekspozycja pt. „Życie w lesie bursztynowym”.

## Wystawa
W 2013 na pierwszym piętrze Wydziału Biologii przy ul. Wita Stwosza 59 została otwarta stała ekspozycja o powierzchni 50 m² pt. „Życie w lesie bursztynowym”. Głównym jej elementem jest diorama, prezentująca fragment bursztynowego lasu i pokazująca historię bursztynu. Ponadto obejrzeć tu można 41 inkluzji zwierzęcych wyeksponowanych w specjalnych ekspozytorach, jak również inkluzje roślinne i nieoszlifowane bryłki oraz kolekcję żywic kopalnych, wśród których najstarsza pochodzi z triasu i liczy ok. 230 mln lat. Jednymi z najcenniejszych okazów są zachowane w bursztynie: wylinka jaszczurki, muszle ślimaka, skorek, modliszka czy włosy ssaka. Ekspozycja jest bezpłatna i otwarta w godzinach 8–18, dla grup wymagana jest wcześniejsza rezerwacja.